# 기시다 쇼헤이
기시다 쇼헤이(일본어: 岸田 翔平, 1990년 4월 3일 ~ )는 일본의 축구 선수이다. 현재 일본 풋볼 리그의 레인미어 아오모리에서 뛰고 있다.

## 구단 경력
그는 2012년부터 2021년까지 J리그의 사간 도스, V-파렌 나가사키, 오이타 트리니타, 미토 홀리호크에서 활동하였다.